# Andreas Lau
Andreas Lau (* 13. Februar 1959 in Riesa) ist ein deutscher Sportwissenschaftler, Hochschullehrer und Basketballfunktionär.

## Leben
Lau besuchte in seiner sächsischen Heimatstadt Riesa von 1965 bis 1973 die Allgemeine Polytechnische Oberschule sowie von 1973 bis 1977 die Erweiterte Oberschule „Max Planck“, an welcher er 1977 die Abiturprüfungen ablegte. Nach dem zweijährigen Wehrdienst nahm er 1979 an der Martin-Luther-Universität Halle-Wittenberg ein Studium auf und schloss dieses 1983 als Diplomlehrer für Biologie und Sport ab. Das Thema seiner Diplomarbeit lautete „Möglichkeiten der Erfassung und Bewertung konditioneller und technischer Leistungsvoraussetzungen im Nachwuchsbereich Basketball“.
Lau blieb an der Universität Halle-Wittenberg und trat an der Sektion Sportwissenschaft eine Stelle als wissenschaftlicher Assistent, ab 1985 war er dort im Rang eines wissenschaftlicher Mitarbeiters tätig. 1989 legte er seine Doktorarbeit (Titel: „Theoretische und trainingsmethodische Aspekte zur Ausbildung der Zielgenauigkeit bei Torwurfhandlungen im Grundlagentraining von Handballspielern“) vor. 1999 erlangte er eine Zusatzqualifikation im Fach Sportpsychologie.
2005 schloss Lau seine Habilitation („Die kollektive Leistung in den Sportspielen – eine interdisziplinäre Analyse“) ab und war hernach von 2006 bis 2012 Privatdozent für Sportwissenschaft. 2013 wurde er am Institut für Sportwissenschaft der Martin-Luther-Universität Halle-Wittenberg zum außerplanmäßigen Professor ernannt.
Zu Laus Forschungsschwerpunkten zählen das Sportspiel, Kampfsport, Psychologie im Leistungssport, das Thema Flow, Gruppenprozesse, die Themenbereiche Integration und Inklusion sowie die Sporttherapie in der Onkologie. 2002 brachte er mit Oliver Stoll und Sebastian Wahnelt das Werk „Mentales Training im Basketball – ein Handbuch für Spieler und Trainer“ heraus, er gehörte zu den Verfassern des neuaufgelegten offiziellen Lehrbuches des Deutschen Basketball-Bundes „Handbuch Basketball. Technik – Taktik – Training – Methodik“. 2016 veröffentlichte Lau in Zusammenarbeit mit Henning Plessner „Sozialpsychologie und Sport – ein Lehrbuch in 12 Lektionen“.
Auch in der Sportpraxis befasst sich Lau mit dem Basketballsport. Als Anerkennung für seine Tätigkeit wurde er vom USV Halle 1995 mit der Ehrenurkunde und 1998 mit der Ehrennadel in Gold ausgezeichnet. 2012 wurde er beim USV Halle ins Amt des Vorsitzenden der Sektion Basketball gewählt.